# HD 78234
HD 78234，又名BD+33 1810，SAO 61276、HR 3620，是一颗恒星，视星等为6.5，位于銀經192.28，銀緯41.8，其B1900.0坐标为赤經9h 1m 58s，赤緯+32° 41.8′ 36″。